# Ozicrypta digglesi
Ozicrypta digglesi är en spindelart som beskrevs av Raven och Churchill 1994. Ozicrypta digglesi ingår i släktet Ozicrypta och familjen Barychelidae.
Artens utbredningsområde är Queensland. Inga underarter finns listade i Catalogue of Life.